# Микеланђело Буонароти
Микеланђело ди Лодовико Буонароти Симони (итал. Michelangelo di Lodovico Buonarroti Simoni; Капрезе, 6. март 1475 — Рим, 18. фебруар 1564) био је италијански ренесансни вајар, сликар, архитекта и песник, један од најзнаменитијих и наjутицајнијих уметника историје европске уметности.
За вријеме живота већ је био сматран највећим умјетником свога времена, а од тада па до данас једним од највећих умјетника свих времена. Велики број његових дјела из сликарства, вајарства и архитектуре су међу најпознатијим у историји умјетности. Фреске таванице Сикстинске капеле у Ватикану данас представљају његова најпознатија дјела, иако је Микеланђело себе сматрао вајарем. Рад на више умјетности није био неуобичајен у његово вријеме. Скулптуре у мермеру је радио читавог свог стваралачког вијека, а другим умјетностима се бавио само у одређеним етапама. Велика популарност фрески Сикстинске капеле је највјероватније посљедица велике популарности сликарства у 20. вијеку, али такође и чињенице да већи број његових скулптура нису завршене.

## Обука и рани утицаји
Микеланђело Буонароти-Симони је рођен 6. марта 1475. године у малом тосканском мјесту Капрезе, гдје је његов отац Лодовико Буонароти добио посао привременог градоначелника. Лодовико је тада имао тридесет и једну годину, али изгледа да му је то био први плаћени посао.
Насљедник, заједно са својим братом Франческом, опадајућег богатства племићке породице Буонароти, која према забиљеженим подацима потиче из 1228. године и која је стекла богатство трговином и размјеном новца, Лодовико је био задужен за бригу о златним дукатима који су преостали у посједу Буонаротија. Иако су Буонаротији као породица, стари колико и Медичи, Строци и Торнабуони, а познато је и да су плаћали порез у Фиренци скоро три вијека, Микеланђелов деда је изгубио скоро све посједе и богатство, остављајући својим синовима само породичну вилу са фармом у мјесту Сетињано и једну кућу у Фиренци са проблематичним власничким статусом.
Микеланђелова мајка Франческа ди Нери Минијато дел Сера, умрла је када је Микеланђело имао само шест година. У то вријеме Микеланђело је био у добу када су сви синови добростојећих тосканских породица започињали своје школовање. Ипак, Микеланђело ће први пут угледати учионицу тек четири године касније.
Умјесто учења грчког и латинског, што је била тосканска традиција, Микеланђело је провео то вријеме у друштву једне породице каменорезаца чији су чланови више генереција резали и довлачили мермерне блокове за грађевине и палате у Фиренци.
У међувремену његов отац се поново жени, Лукрецијом ди Антонио ди Сандро Убалдини, која обраћа пажњу Лодовику да Микеланђело још није почео никакво школовање.
Са десет година Микеланђело је примљен у Урбинову школу граматике у Фиренци у којој је провео наредне три године. Будући да је основно образовање почео врло касно и да је претходне четире године провео апсорбујући за њега много интересантније ствари, у тој школи се није истакао и чак није научио да чита латински или грчки.
Умјетничку обуку Микеланђело је такође почео релативно касно за тадашња схватања, негдје са 13. година, вјероватно послије превазилажења примједби које је имао његов отац, а које су се односиле на деградацију његовог друштвеног статуса, (у то вријеме статус умјетника је био еквивалентан статусу занатлије). Ипак, на очеву интервенцију Микеланђело бива примљен на обуку од три године у радионици тада веома познатог и перспективног фирентинског сликара, Доменика Гирландаја, али је напушта послије само годину дана и више сукоба са својим учитељем, тврдећи да „нема шта да научи“. Упркос овој тврдњи тада младог и поносног Микеланђела, сматра се да је у радионици Гирландаја савладао вјештину технике фреско сликарства.
Из те прве епохе сачувано је више цртежа, углавном копија фигура из Гирладајових дјела, али и мањи број копија дјела других старијих фирентинских мајстора, као што су Ђото и Мазачо. Копирање дјела учитеља и великих мајстора, био је стандардни начин на који су тадашњи млади умјетници стицали искуство и развијали своју умјетничку вјештину и таленат.
Таленат Микеланђела је врло брзо запазио и тадашњи владар Фиренце, Лоренцо Медичи, звани Лоренцо Величанствени и примио га под своју заштиту. Оно што је било важно за младог умјетника, је да је од тог момента имао приступ умјетничкој колекцији Медичија, коју су доминирали дијелови античких римских скулптура, као и да је био окружен великим познаваоцима античке умјетности, књижевности, митологије и филозофије.
Лоренцо Величанствени, који је себе окружио поетама, умјетницима и интелектуалцима, није био велики мецена ренесансне умјетности као што тврди легенда која је о њему створена. Дјела која је сакупљао, користио је као декорацију своје резиденције, а окруживао се најбољим умјетницима и интелектуалцима за потребе политичких утицаја. Вајар у бронзи и пријатељ Медичија Бертоло ди Ђовани, један од многобројних ученика Донатела, био је задужен за чување и одржавање колекције, а уједно је био и најближе ономе што би се могло назвати Микеланђелов учитељ вајарства. Ипак, Микеланђело није слиједио његов начин рада, нити га је привлачило вајарство у бронзи.
Једно од два Микеланђелова дјела која су преживјела из овог раног периода, је варијација на тему једне композиције са староримског саркофага, а Бертоло је урадио једну сличну у бронзи. Ријеч је о композицији Битка Кентаура из 1492. године. Покрет и снага фигура разјашњавају боље умјетникова каснија интересовања од дјела Дјевица са степеница (1491), које карактерише деликатан третман ниског рељефа и које одражава тадашњу моду у вајарству фирентинских вајара.
Микеланђело је тежио да разоткрије све тајне које су чувале скулптуре античких вајара, који су знали да представе сву љепоту људског тијела у покрету, са свим мишићима и тетивама. Као и Леонардо, није се задовољавао да научи законе анатомије из треће руке, односно преко античке скулптуре. Сам је анализирао људску анатомију, дисецирао мртва људска тијела и цртао живе моделе, све док сваки детаљ људске фигуре није престао да буде тајна за њега. Али за разлику од Леонарда, за којег је човјек био само једно од чуда Природе, Микеланђело се потрудио да у потпуности овлада проблемом његовог представљања, у свим могућим позама и покретима.

### Битка лапита и кентаура
Битку кентаура је Вазари (1568) насловио као „Битка између Херкула и кентаура”, а Кондиви (1553) „Отмица Дејанире и битка кентаура”. По Кондивију, идеју за рељеф је Микеланђело добио од Полицијана, учитеља синова Лоренца Величанственог. Пјесник и хуманиста Полицијано се највјероватније упознао са субјектом преко Бокачове Генеаологије или збирке легенди која је приписана Хигинију. Детаљи овог рељефа нису сасвим јасни. Још увијек није разјашњено које од фигура су кентаури, а још мање које су мушке а које женске. По Џастију, међутим, централна фигура је кентаур Еуритије, док Кнап мисли да је ријеч о Херкулу или Тезеју. Овакве сцене су моделоване на предњим странама саркофага римског царског периода, а коњички рељеф који је урадио Бартолдо (Микеланђелов учитељ код Медичија) је често упоређиван са овим Микеланђеловим. Изгледа да је Микеланђело веома волио овај свој рељеф кентаура (што потврђује и Кондиви), који је израдио кад му је било седамнаест година. У сваком случају, чувао га је цијелог живота, а затим је припао његовој породици.
Скорије интерпретације кажу да је на рељефу приказана Битка лапита и кентаура, инспирисана у митолошкој легенди детаљно испричаној у Овидијевој Метаморфози. По тој легенди, кентаури, а који су били позвани на свадбену прославу лапита, су покушали да отму њихове жене укључујући младу, узрокујући тиме битку са свим расположивим средствима. Она има смисла будући да у рељефу има највише приказаних људских фигура а тек неколико кентаура чији коњски дио практично није ни видљив, већ тек сугерисан.

## Прва етапа
Фиренца је у то вријеме била водећи умјетнички центар Европе, гдје су радили најбољи умјетници и супарништво међу њима било је врло стимулативно. Ипак, град више није био у могућности да свим умјетницима понуди посао на великим пројектима као раније, због чега су водећи фирентински умјетници, Леонардо да Винчи и његов учитељ Андреа Верокио, напустили Фиренцу у потрази за бољим могућностима у другим градовима. Медичијеви су пали 1494. године, а Микеланђело је отишао раније, прије политичког метежа.

### Статуе за гроб св. Доминика у истоименој цркви у Болоњи
У Болоњи, Микеланђело је био најмљен као замјена преминулог вајара на великом пројекту, како би исклесао посљедње три фигуре неопходне за завршетак израде гробнице и шкриње св. Доминика (1494—1495. године) у истоименој цркви. Те три мермерне фигуре карактерише посебна експресивност и оригиналност.
Одступајући од маштовите агилности фигура свог претходника, Микеланђело је наметнуо озбиљност поједностављујући масу форме, као посљедица студије дјела античких вајара и насљеђа фирентинске умјетничке традиције, мада је поједностављивање маса фигура било у контрасту са тадашњом тенденцијом представљања, што вјернијег дочаравања текстуре и детаља људског тијела. Истицање озбиљности се такође одражава у избору мермера као материјала.
Иако су ти квалитети константа у Микеланђеловој умјетности, повремено их је напуштао или модификовао због спољашњих фактора, специфичне функције дјела или због стимулативних утицаја стваралаштва других умјетника.

### Бахус или Бах
То је случај са Бахусом који је настао у Риму (1496—1498. године), послије кратког повратка у Фиренцу, првом Микеланђеловом скулптуром великих димензија која је сачувана до данас. Инспирација за Бахуса долази из античких грчких и римских примјера скулптуре, али је далеко покретнија и сложенија у изради. Дочарана нестабилност сугерише карактер „бога вина”, исклесаног у мермеру вансеријском виртуозношћу. Предвиђен да буде изложен у врту, Бахус је једина Микеланђелова скулптура која позива на посматрање са свих страна, а не само са фронталне.
Према ријечима Кондивија, наручиоц статуе је банкар Јакопо Гали. Наручен 1496. године био је предвиђен за врт Галијеве виле. Бахус и сатир су исклесани из једног каменог блока. Вазари је први примјетио хемафродитски елемент фигуре: „Чудесна смјеша оба пола – комбинацијом виткости младића са округлом пуноћом женског тијела”; на шта је Кондиви додао: „Очи Баха су мутне и непристојне.” Патолошки карактер фигуре је често одбијао критичаре. Бринкман га је назвао „најсировијом скулптуром Микеланђела коју посједујемо”; Маковски описује „порок у блиставом младалачком лицу” као естетску грешку. Стендал напомиње: „Микеланђело је разоткрио антику у оној мјери у којој она изражава снагу фигуре, али лице је грубо и без шарма.” Слично је написао пјесник Шели: „Лице ове фигуре је најгора грешка духа и значења Бахуса. Изгледа као да је пијан, сиров и прост, а његов израз разузданости је оно најодвратније.” Он проналази грешку у укочености ногу, што је погрешно, будући да су оне управо натуралистични приказ полупарализованих покрета пијаних богова. Сви критичари, међутим, примјећују умјетничку савршеност скулптуре и присутност хришћанског елемента у овој паганској теми.

### Пијета или Богородица са преминулим Христом
Богородица са преминулим Христом или Пијета, из 1498. године, позната и као „Богородица грознице” (Madonna della Febbre; по имену капеле у којој се једно вријеме налазила), је једно од најзначајнијих раних Микеланђелових дјела, данас у базилици Светог Петра у Ватикану. Једино дјело које је Микеланђело својеручно потписао (уклесао свој потпис на траку тунике Богородице).
Дјело је наручио кардинал Жан Билере де Лаграула, француски амбасадор у Ватикану, као дио споменика у француској капели св. Петронила, која се налазила у претходном здању базилике Светог Петра. Уговор је склопљен 27. августа 1498. године, а договорена цијена је била 450 дуката. (Фирентински дукат се звао флорин и састојао се од 3,545 грама злата; према данашњим цијенама, грам злата је око 133 евра, тако да би приближна противвриједност коју је кардинал платио Микеланђелу била око 209.475 евра).
Тема је била потпуна новина за Италију – барем што се тиче вајарства. Постоји јасна веза, а која није ограничена само на тематски избор, са Оплакивањем Христа дело вајара Јакопа дел Селаја (1442–93), данас у Берлинском музеју, посебно у погледу патетичног отварања Богородичине руке и висеће десне руке Христа. Многи Микеланђелови савременици су је сматрали јеретичком; један ортодоксни писац је 1549. године описао Микеланђелову „пијету” као „лутеранско схватање”. Дјело је првобитно било изложено у капели Петронила, такозваној француској капели старог здања базилике Светог Петра; након рушења поткровља око 1535. године, постављена је у ново здање базилике, прво у капелу Грознице, а од 1749. године се налази у капели Распећа (Cappella del Crocifisso), или капели Пијете (Cappella della Pietà) како се још зове. Четири прста Богородичине лијеве руке су поломљена и замијењена 1736. године.
Име „пијета” се не односи на специфично дјело, већ на заједничку традиционалну врсту хришћанске иконографије, од којих је ова Микеланђелова верзија без сумње најистакнутији примјер. Извучена из контекста наративних сцена жалости након Христове смрти, група је компонована са идејом да у посматрачу пробуди покајничку молитву за гријехове који су били мотив његове жртвеничке смрти. Овај тип иконографије је био доста присутан у Француској и на сјеверу Европе, а далеко мање у Италији.
Иконографска иновација у Микеланђеловом приступу теми, за разлику од његових колега са сјевера, налази се у чињеници да одустаје да прикаже трагове мучења на тијелу Христа, као и у избјегавању драматизма у лицу и покрету Богородице.
С техничке стране, проблем за Микеланђела се састојао у изналажењу начина „ослобађања” фигура из једног мермерног блока, а резултат је веома неуобичајен примјерак у историји умјетности. Третирао је групу као једну чврсту и компактну масу као и у ранијим дјелима, што чини да оставља веома снажан и упечатљив утисак. Такође је обратио пажњу на неизбјежне контрасте који разјашњавају иконографску структуру: мушко и женско, вертикално и хоризонтално, наг и одјевена, мртав и жива.
Пијета је прво велико дјело из којег се може закључити Микеланђелове умјетничке намјере. Само по себи било је новина спојити двије мермерне фигуре у природној величини у једну групу, а посебно тежак задатак поставити одрасло мушко тијело у крило жене која сједи. Могло би се очекивати срести оштар хоризонтални пресјек кроз групу под правим углом, али Микеланђело је постигао оно што нико други у то вријеме није могао, јер је све уврнуто и увијено тако да се двије фигуре комбинују у лакој хармонији: Марија држи свој терет али није обузета њиме; мртви Христ је сасвим остварен са сваке тачке гледишта и изражајан у свакој линији. Раме подигнуто нагоре и глава забачена уназад дају несвакидашњу патетику Христовом мртвом тијелу. Још више изненађује Маријин покрет и израз. Уплакано лице изобличено болом и душевно урушавање, представљали су други претходни мајстори. Микеланђело, међутим, каже: „Богородица не оплакује као земаљска мајка”. Непокретна, благо спуштене главе, њене црте лица не одају никакво осјећање. Рјечита је само њена спуштена лијева рука: полутоворене шаке, она прати нијеми монолог патње. Христ не показује знаке страдања, што представља нови сензибилитет својствен за високу ренесансу.
Са формалне тачке гледишта, очигледније је фирентинско поријекло дјела и стил из 15. вијека. Богородичина глава је другачија, али је њежног, уског типа који су фаворизовали рани Фирентинци, док су обе фигуре сличног стила. Драперије су донекле упадљиво богате, са сјајним врховима набора и дубоким сјенковитим усјецањима које су вајари високе ренесансе радо узимали за модел. Мермер је веома углачан, као што је то била пракса, стварајући снажна одбијена свјетла, али нема позлате карактеристичне за ранија времена.
Микеланђело се враћа у Фиренцу у прољеће 1501. године, након што је исклесао Баха за свог пријатеља Јакопа Галија и Пијету за француског кардинала. Остао је у Риму довољно дуго да види Пијету монтирану у капели Француских краљева у старом здању базилике Светог Петра, и стиже у Фиренцу на вријеме како би се посветио највећем конкурсу вајарства од времена када је Ђовани ди Бичи, оснивач богатства Медичија, одлучио да покрене конкурс за израду врата градске Крстионице и додијелио посао Гибертију.

### Давид
Давид, или „Див” како је још називан, био је наруџба Катедрале у Фиренци. Уговор је потписан 16. августа 1501. године, са роком испоруке од двије године и новчаном накнадом која је касније повишена на 400 дуката. (Данашња приближна противвриједност би била око 186.200 евра.) Микеланђелу је дат мермерни блок из којег је Агостино ди Дучо, или можда Бачелино, покушао да исклеше Давида, неколико десетљећа раније. Микеланђело је прво направио воштани модел младог Давида с ременом у руци, који би могао послужити као амблем палате.
Када је Микеланђело завршио Давида, савременици су били импресионирани величанственошћу статуе и комисија истакнутих фирентинских умјетника се састала 25. јануара 1504. године, како би се одлучило гдје ће бити постављен. Међу учесницима су били, Леонардо да Винчи, Ботичели, Филипино Липи, Перуђино и Пјеро ди Козимо. Одлучено је да се статуа постави испред улаза у палату Приори (данас палата Векио), а да се Донателова Јудита уклони с њеног улаза, како би се направило мјесто за овај нови симбол Фиренце и ренесансног схватања идеала хуманизма. Монтажа статуе испред палате Векио је завршена 8. септембра 1504. године. Када су Медичи протјерани из Фиренце, 26. априла 1527. године, Давид је оштећен клупом избаченом из једног од прозора палате, а његова лијева рука је разбијена. Три комада су пронашли Салвијати и Вазари. По наредби војводе Козима, 1543. године, дијелови су поново припојени статуи а остала оштећења такође санирана. Да би се спријечило њено даље пропадање, статуа Давида је 1873. године премјештена у Академију Фиренце, гдје се налази и данас. Мермерна реплика је израђена 1910. године и постављена испред палате Векио.
Тема је легендарна прича из старог завјета по којој се млади Давид, будући краљ Израела, супротставља Голијату и побједивши га спашава своју народ. Микеланђело је одабрао моменат у којем се Давид спрема да баци камен на Голијата. Наизглед лежеран положај ослонца на једну ногу, у ком је конципирао Давида, вјероватно по угледу на свог претходника Донатела који је обрадио исту тематику у раној ренесанси, је у контрасту са напетом концентрацијом његовог погледа којим прати кретање свога непријатеља.
Микеланђелов Давид се представља као изазивач. Устрептао од сабијене енергије, изгледа пркосно као Донателов св. Ђорђе, мада га нагота исто тако везује за бронзаног Давида овог старијег мајстора. Међутим, стил фигуре прокламује један идеал љепоте веома различит од жилавости и виткости Донателових младића. Микеланђело се овде инспирише мишићавим тијелима хеленистичког вајарства, будући да се управо био вратио из Рима, гдје је сигурно имао прилике да види неке управо тада откривене хеленистичке примјере вајарства. Група Лаокоoн и његови синови тада још увијек није била откривена. Херојске размјере, изузетна љепота пропорција, снага и набрекнута запремина хеленистичких облика, постали су дио Микеланђеловог стила, а преко њега и ренесансне умјетности уопште. Ипак, Давид се никако не би могао сматрати античком статуом. У хеленистичким дјелима тијело се акцијом ослобађа душевних емоција, док Давид, смирен и напрегнут истовремено, приказује „радњу у мировању”, тако карактеристичну за Микеланђела.
Моделирање Давида је веома блиско оном у античкој скулптури, са поједностављеном геометријом подесном за статуе великих размера, али без запостављања органске форме и асиметрије људског тијела.
Микеланђелово стручно познавање људске анатомије је очигледно у статуи Давида, мада пропорционално гледано, глава је већа, а руке су дуже у односу на тијело. Објашњење за ту чињеницу лежи у томе да је Давид био предвиђен за кров фирентинске катедрале, тако да би преувеличавање главе и руку омогућило лакше препознавање и посматрање из даљине.
Швајцарски историчар умјетности Јакоб Буркхарт проналази недостатак у Микеланђеловом Давиду у претјераној „заокупираности моделом” који извире из позадине, а „грешку” у покушаја да се представи фигура адолесцента у колосалним размјерама. „Само фигуру одраслог човјека се може лако увећати до ових размјера... Када се посматра кроз сочиво које умањује, Давид добија неуобичајено у љепоти и животности; с изузетком главе, за коју се чини да је дизајнирана за сасвим друго расположење.”

### Богородица (Мадона) из Брижа
Богородица из Брижа је настала паралелно с радом на Давиду, а њено најраније помињање је из Дневника Албрехта Дирера с његовог путовања у Холандију, 7. априла 1521. године: „Видио сам алабастерску Богородицу у цркви Наше Богородице која је направљена у Риму.” (Алабастер овде значи бијели мермер, а црква „наше” Богородице значи Нотр-Дам.) Кондиви, који дјело није никада видио уживо, а које је у Бриж донио Франческо дел Пуљезе 1506. године, описује га као израђено у бронзи, и каже да је трговац из Брижа, Мукрон, за њега платио 100 дуката (у данашњој противвриједности око 46.550 евра). Француски вајар Давид д’Анже је тврдио да је уочио рад руке једног од Микеланђелових помоћника; Велфлин је имао исто мишљење. Пикрачини, у свом водичу Трибуна дел Давид (Прато, 1883. г.) га укључује међу „сумњива дјела”. Стражњи и бочни погледи показују да је један асистент, можда Бачо да Монтелупо, урадио неке дораде, барем на драперији и соковима камена на ком Богородица сједи. Очигледно је да је група дизајнирана да буде постављена прилично високо. У садашњем положају глава Христа дјетета изгледа превелика.
У Рембрантовом атељеу пронађена је гипсана копија „Малог Христа” из групе из Брижа (у инвентару од 1656. године забиљежен као „Мали Христ од Микеланђела”). Ова Рембрантова копија се појављује на једној слици Јана Ливенса (Jan Lievens). Још једна копија се налази у слици Валеранта Ваљона „Млади умјетник”, из око 1670. г. (Лондон, Национална галерија). Током посљедњег рата Хитлер је пребацио Богородицу из Брижа у Аустрију, с намјером да је преда музеју у Линцу.

### Богородице (Мадоне) са Христом дјететом
Упоредо са радом на Давиду (1501–04), Микеланђело је створио више дјела Богородице са Христом дјететом за приватне колекционаре, веома популарне теме у то вријеме. Ријеч је о једној малој статуи, два кружна рељефа која подсјећају на сликарска дјела у смислу да се у њима сугерише више слојева просторне дубине и слици на тему Свете Породице, која је уједно и његова једина штафелајска слика. Док статуа на тему Богородице с Христом изгледа статично, слику Свете Породице и један од кружних рељефа, (Богородица са дјецом Христом и св. Јованом), карактерише динамичан покрет.
Света Породица, вјероватно поруџба Ањола и Мадалене Дони за рођење њиховог сина, је посебно иновативна слика која ће значајно утицати на прве фирентинске маниристе. Спирална композиција и хладан свјетли колорит, подржавају скулптуралне масе фигура стварајући један динамичан и експресиван ефекат. Њена иконографска интерпретација је узрок небројених расправа међу историчарима умјетности које ни данас немају коначан епилог.

## Друга етапа
Послије славе коју је широм Италије стекао са Давидом, Микеланђело је радио само на великим пројектима. Привлачили су га амбициозни пројекти, али је одбацивао да ради са помоћницима, тако да су многи од њих остали незавршени. Године 1504. је почео рад на фрески за салу Великог концила Фиренце, гдје је такође радио Леонардо на другој фрески. У обе фреске тематика су биле војне побједе фирентинске војске. Микеланђело је одабрао тему Кашинске битке. Леонардова фреска је приказивала коње у галопу, а Микеланђелова гола тијела војника који пливају према обали због узбуне у војном логору. Стварни доживљај оба дјела данас је само могуће наслутити преко сачуваних припремних скица, пошто фреске нису сачуване.
Почетком 1505. године, Микеланђело је почео пројекат за фирентинску катедралу који се састојао од израде статуа 12 апостола у мермеру, али је само започео рад на св. Матеју. Заносан покрет недовршене фигуре св. Матеја, указује на Леонардов утицај, мада се кроз њу прожима монументалност и снага, карактеристика својствена само њему. Фигуре које ствара Микеланђело дочаравају „борбу умјетника да их ослободи из мермерног блока”, како је и сам говорио у више прилика. Иако би можда ова констатација могла да имплицира да је намјерно остављао недовршене статуе, без сумње Микеланђело је желио да заврши сваку од њих. Једном приликом је написао сонет о томе колико је за вајара тешко „ослободити” идеалну фигуру из хладног мермерног блока у ком је ова потенцијално утамничена. Тако да, иако су многа од тих дјела остала недовршена због недостатка времена и других околности који су га спријечавале да настави рад, свако од њих одражава снажна осјећања и стрес којем се подвргавао у стваралачком процесу.

### Гробница папе Јулија II
Исте године, 1505, папа Јулије II је позвао Микеланђела да прихвати пројекат израде споменика његове гробнице који је требало да се налази у задњем полукружном дијелу претходног здања базилике Светог Петра. Са дозволом папе одлази у Карару, познати италијански каменолом квалитетног мермера, како би одабрао мермерне блокове за израду статуа овог амбициозног споменика. У каменолому је провео више од шест мјесеци, бирајући и одбацујући мермерне блокове и успут радећи прве припремне цртеже. Те ране Микеланђелове скице за овај подухват, показују структуру у три нивоа. У доњем нивоу је требало да се налазе фигуре које би представљале побједу и које би се смјењивале са фигурама робова. Средњи ниво је био предвиђен за четири крупне фигуре у сједећем положају, од којих је двије требало да представе Мојсија и св. Павла. На трећем и најгорњем нивоу би се налазили анђели који би носили фигуру Јулија II. Папа Јулије II је био веома амбициозан и желио је да остави траг у историји, али војни поход на Болоњу и трошак око градње базилике Светог Петра су га спутале у његовој амбицији. Микеланђело је помислио да постоји завјера против њега и да је због тога Папа одлучио да не настави пројекат и вратио се у Фиренцу, без његовог знања. Чим је сазнао, Јулије II је извршио јак притисак на власти у Фиренци, тражећи да га одмах пошаљу назад у Рим. Када се вратио добио је задатак да ослика таваницу Сикстинске капеле, на чему је радио од 1508. до 1512. године.

### Таваница Сикстинске капеле
Сикстинска капела има велико симболичко значење за институцију Папе и користи се за велике церемоније као што је избор и проглашење новог Папе. У то вријеме зидови капеле су већ били осликани фрескама значајних сликара кватрочента, а задатак Микеланђела је био да ослика њен свод. За почетак, Микеланђело је планирао дванаест апостола, предстваљених као самосталне фигуре, без драматизације.
У почетку Микеланђело није нимало био одушевљен пројектом и сматрао је да је пао на његова леђа као посљедица завјере његових противника. Чинио је све да га избјегне. Говорио је Папи да он у ствари и није сликар, већ вајар, као и да ће му ако прихвати пројекат, бити потребан велики број помоћника из Фиренце. Пошто је Јулије II инсистирао, Микеланђело је почео да ради скицу по којој је свод требало да буде осликан фигурама дванаест апостола. Али одједном је промијенио мишљење и затворио се у капелу, не дозвољавајући приступ никоме сем Папи и кренуо да ради френетичним ритмом, стварајући у периоду од четири године једно од најспектакуларнијих дјела ренесансе и историје умјетности уопште.
Коначни дизајн композиције представља библијску причу постанка свијета, која почиње моментом гдје Бог раздваја свјетлост од таме, настављајући причом о Адаму и Еви и завршавајући причом о Нојевом потопу. Сцене библијских прича из Старог завјета, међу којима су и оне о јеврејском краљу Давиду и Мојсију, представљене су у угловима композиционе структуре, а слике пророка, сибила, (древних пророчица) и Христових предака, смјештене су у оквирима изнад прозора.
Стварање Адама је изузетна фузија форме и садржине. Адам је представљен у опуштеном лежећем положају благо на десном боку, подупирући се десном подлактицом са испруженом лијевом руком према такође испруженој руци Бога Оца.

## Други пројекти

### Мојсије за гробницу папе Јулија II
Убрзо након што је завршио рад на таваници Сикстинске капеле, Микеланђело се вратио свом омиљеном задатку, изради гробнице папе Јулија II. Између 1513–15. године исклесао је статуу Мојсија, ког се може посматрати као скулптуралну верзију пророка из Сикстинске капеле. Контрола кубне густине камена евоцира велике резерве енергије и снаге; детаљ и моделирање површине је богатије него раније, а облине тијела су јасно исјечене из мермера. Текстура површине је такође са више варијације него у његовим ранијим вајарским дјелима, пошто је умјетник коначно нашао начин да обогати детаљ без жртвовања масивности статуе.
Постоје различите хронологије израде ове статуе. Према Тодеу, започета је 1506. године, док Кнап тврди да је мермер који је из Караре стигао 24. јуна 1508. године, био намјењен за израду Мојсија и робова из Лувра. Вазари, међутим, изричито каже: „Док се Микеланђело бавио овим послом, преостали блокови мермера су стигли из Караре и истоварени у Рипу”; у то вријеме папа је имао „главу пуну болоњских проблема”; тако да то мора да је била 1506. година. Између почетка клесања Мојсија и његовог завршетка, Микеланђело је насликао пророке Јоела и Јеремију на таваници Сикстинске капеле. „Када је Микеланђело довршио Мојсија”, пише Вазари 1568. године, „није било другог дјела да се види, било античког или савременог, које би се с њиме могло упоредити.” Он посебно хвали сликовити третман косе – „човјек би могао помислити да је вајарево длијето постало сликарева четкица.” Стендал (1817) пише: „Они који нису видјели ову статуу, не могу схватити пуну снагу вајарства,” али такође помиње „бесповратни губитак”, дио судбине саме статуе и цитира вајара Фалконеа (Étienne Maurice Falconet), који је изјавио да је Микеланђелов Мојсије више налик галијском робу него Богом инспирисаном законодавцу, и сликара Хајнриха Фислија (Johann Heinrich Füssli), који је у њему открио сличност са сатиром или „козјим лицем”. Отприлике у то вријеме Гете је држао малу бронзану копију Мојсија на свом радном столу. Костим је имитација античких статуа варвара (покушај историјској прецизности), а „остатак је у потпуности у античком стилу”, написао је Микеланђелов биограф Кондиви.

### Побуњени и умирући роб
Робови припадају пројекту за гробницу папе Јулија II. Ове двије статуе нису искоришћене за гробницу, јер, како смо сазнали од самог Микеланђела, нису се могле уклопити у њен редуковани дизајн. Године 1544. када је гробница подигнута, мајстор је лежао болестан у палати Роберта Строција. Потоњи, рођак Катерине де Медичи и праунук Лоренца Величанственог, био је власник банкарских кућа у Риму и Лиону и имао је везе на француском двору. Конспирисао је против великог војводе Козима де Медичија и дијелио са Микеланђелом амбицију да се Фиренца врати својој републиканској слободи. Тада му је Микеланђело представио и у захвалност поклонио ове двије статуе, а шест година касније Строци их је поклонио француском краљу Анрију II, који их је потом поклонио војводи Ану де Монморенсију за његов дворац у Екуану (Écouen); 1632. године припали су кардиналу Ришељеју; 1794. године постају државна имовина и пребачени су у Лувр. Побуњени роб има дубоку пукотину, која иде преко лица све до лијевог рамена (ретуширана у већини репродукција). Антички прототипови ових заточеника нису биле статуе окованих варвара, већ хеленистичке представе сатира Марсија, које су преживјеле у средњовјековним фигурама св. Себастијана. Још у Кондивијево вријеме било је покушаја да се открије алегоријско значење робова; дате су готово све могуће сугестије, све до „персонификације смрти”. Кондиви пише (1553. године): „Између ниша требало је да буду хермеси, на које би, на квадратним пројекцијама, остале статуе биле везане као заробљеници. Оне би представљале слободне умјетности и на исти начин сликарство, вајарство и архитектуру, свака статуа са својим особинама, чинећи их лако препознатљивим. Ово је требало да значи да су све племените умјетности умрле у исто вријеме када и папа Јулије II.” Оскар Олендорф је интерпретирао робове у платонском смислу, Вернер Вејсбах као тријумфалне симболе. Политичку интерпретацију, а која није наишла на ширу подршку, дао је Вазари: „Ови заробљеници представљају провинције које је папа покорио и уклопио у папинску државу.” Ако игноришемо све те претпоставке, и уколико желимо да видимо ништа више поред онога што сами радови откривају нашим очима, робови постају лако разумљиви као вјечни људски симболи: заробљеници живота, снова и смрти, који се боре против окова судбине и немилосрдне природе, Титани који се узалуд боре или губе свијест. У том смислу ова заувијек поражена бића постају супротност привременим освајачима, то јест „Побједама”.
Овде је поново, али сада у камену, Микеланђело створио нове типове од којих постоји више варијанти на таваници Сикстинске капеле, као парова нагих фигура које држе вијенце изнад пријестоља пророка. Сложеност покрета ових статуа робова путем којих изражавају снажна осјећања унутрашње борбе, су без преседана у монументалном вајарству ренесансе. Једини ранији примјери с којима би их се могло упоредити су из хеленистичког периода класичне антике, добро познати Микеланђелу кроз откриће Лаокоонове групе, 1506. године. Старац и његова двојица адолесцентних синова, који чине ту групу, сигурно су биле стимуланс за поменуте три Микелеанђелове статуе, а врло вјероватно и сличне фигуре које се јављају на таваници Сикстинске капеле. Микеланђело је користио хеленистичко спирално увртање фигура тек када је био спреман да га успјешно изведе, а већ је ишао у том правцу раније него што је Лаокоон откривен, као што је очигледно у статуи св. Матеја из 1505. године.

### Страшни суд
Године 1534, Микеланђело се послије скоро четврт вијека вратио фреско сликарству. Тема ове његове посљедње фреске је Страшни суд, коју је за Сикстинску капелу наручио тадашњи папа Павле III. Ријеч је о омиљеној теми за велике зидове италијанских цркава у Средњем вијеку, која је већ до краја 15. вијека изашла из моде. По неким интерпретацијама, ново интересовање за Страшни суд долази од импулса Контрареформације која се одвијала уз подршку Павла III. Сликарски стил овог Микеланђеловог дјела је видно другачији од оног којим се служио прије четврт вијека. Избор боја је простији и чине га смеђи тонови фигура, насупрот јасне небеско-плаве боје позадине. Фигуре су са мање енергије и њихове форме су мање артикулисане, док трупови изгледају као поједностављене масе меса. У горњем средишњем дијелу фреске, Христ као судија, окружен апостолима, свецима и мученицима, диже десну руку у знак спасења оних који се налазе на тој страни а спушта лијеву у знак осуде оних испод, сугеришући таквом координацијом покрета коначно успостављање равнотеже међу људима. Спасене душе се постепено уздижу кроз густу ваздушну атмосферу, док оне осуђене падају у понор. У лијевом најдоњем дијелу фреске, скелети извиру из гробова, мотив директног поријекла из примјера средњовјековне иконографије.
Здесна доле, Харон чамцем превози душе осуђених преко ријеке Стикс, митолошки мотив који је Данте учинио прихватљивим хришћанима преко своје Божанствене комедије а који је у сликарство увео умбријски сликар Лука Сињорели око 1500. године. Микеланђело се дивио овом умјетнику због његовог умијећа да изрази драматична осјећања не запостављајући анатомску тачност. Страшни суд, конципиран као јединствена и сједињена сцена великих размјера без архитектонских елемената који би дијелили и одређивали простор, је прожета осјећањем динамичног набоја које долази од емотивних покрета и израза суђених.

## Архитектонски пројекти

### Базилика Светог Петра у Ватикану
Микеланђело је постао главни архитекта базилике Светог Петра 1546. године у својој 72 години живота и послије смрти његовог претходника Антонија Сангала Млађег. Нова базилика се градила над ранијом палеохришћанском, а радове је започео папа Јулије II са архитектом Брамантеом на челу пројекта. Послије Брамантеове смрти његово мјесто је преузео Рафаел, који је модификовао његов изворни пројекат, преобративши основу из грчког у латински крст. Када је Микеланђело преузео посао, поново је модификовао план и вратио га на изворну идеју Брамантеа са малим варијацијама.
- Брамантеов пројекат основе базилике Светог Петра.
- Купула базилике Светог Петра, коју је пројектовао Микеланђело.
- Микеланђелов пројекат основе базилике Светог Петра.

## Техника израде скулптура
Микеланђело је био први вајар у историји који, колико је познато, није подлијегао старој традицији полихромирања, односно бојења скулптура. Остављао је природну боју камена, боју мермера, и она је веома битна за разумјевање његове скулптуре, чију површину је обрађивао што је више могуће богатије и резонантније. Ниједан ранији вајар није посвећивао толику пажњу завршном полирању површине, а у неким недовршеним дјелима, ударци длијета већ су тако распоређени да производе меки сјај у структури мермера.
У његовој скулптури нема намјерно површно обрађених површина камена, нити покушаја да се створи илузија да вео мутне атмосфере интервенише између ока и скулптуре. Изглађене површине масе имају дубоки, унутрашњи сјај који долази од пажљивог и дуготрајног полирања, и изгледају супротстављене чврстим мишићима и свиленкастој текстури камене коже. Што се тиче маса у недовршеним дјелима о којима је доста писано, нема доказа који би поткријепили тврдњу да их је умјетник свјесно намјеравао да тако и остану. У једном свом сонету је пјеснички описао своју „борбу са каменом”, али је чињеница да је прецијенио своју способност до те мјере да је преузео више посла него што је могао да заврши чак и за пет живота, докле год му то тешко падало. Његов осјећај за форму је био такав да је и најмањи додир било ког вајарског инструмента у његовој руци одавао утисак увјерљивости, моћи и љепоте, што не значи да недовршене скулптуре не би имао намјеру да усаврши до савршенства да су то околности, увијек неповољне за Микеланђела, дозвољавале.
Како је Микеланђело заправо стварао своје скулптуре? У стварности и за разлику од романтичне и атрактивне идеје, као што се можда чинила некадашњим критичарима у прошлости, вајари шеснаестог стољећа нису једноставно нападали камени блок без припреме и „ослобађали” скулптуру из њега у живот, већ су претходно проучавали замишљену позу а често и детаље у серији цртежа, почев од брзих скица у црној и црвеној креди, угљену, оловној оловци или некој од комбинација ових медија, до детаљно разрађених цртежа са студијом форме путем свјетла и сјене и сјенчења, и радили студије различитих анатомских карактеристика модела. Вајар би затим направио мали модел у глини или воску. Наравно, ништа га није спријечавало да направи такав модел и без прелиминарних цртежа, и Микеланђело је понекад могао да уради управо то – нема начина да то сазнамо. Али можемо сумњати да је он икада пратио ову тешку и брзу рутину, посебно ако је радио инспирисан неком великом новом идејом, или је био притиснут временским ограничењем да испуни неку наруџбу.

## Цртежи
Цртеж заузима посебно мјесто у Микеланђеловом стваралаштву и обухвата широк спектар изражених идеја у различитим техникама, почев од брзих скица у техници пера и тинте, студија сложенијих композиција и детаљних анализа анатомије у црвеној креди и угљену, па до архитектонских планова за грађевине на којима је радио. Посебну категорију заузимају детаљни и потпуно завршени цртежи са идејом да буду схваћени као посебна умјетничка дјела и које је обично поклањао својим најближим пријатељима. У неким од тих цртежа су представљени митови античке грчке и римске митологије, понекад прерађени да дочарају његове новоплатоновске идеје. Други пак, представљају идеализована људска бића.
Микеланђело, са својом титанском снагом и фокусом на људско тијело, владао је својим вијеком. Савладао је сваку од умјетности једну за другом, и за сваку је препознавао кључну улогу линије. Два пута током своје дуге каријере уништавао је накупљене залихе цртежа из своје радионице да би избрисао сваки траг припремног рада који је улагао у своја дјела. 
Као млади вајар, цртао је углавном пером и мастилом, а продорне линије које дефинишу форму и њену напетост пробијале су слојеве папира као да је у питању комад мермера. У његовим студијама за Сикстинску капелу, које по неким мишљењима, данас изазивају више интересовања него саме фреске, користио је црвену креду (сангвину), која даје и пуноћу контуре и мекоћу моделовања.
Независни и узвишени цртежи из његових каснијих година, када физичка љепота уступа мјесто преображујућој снази вјере, обично су рађени црном кредом: алегоријске композиције за поклон младом патрицију који их је надахнуо, или религиозне визије које извиру изнутра, попут фосфоресцентног свјетла у тами. Бијела боја папира више није замјена за текстуру, већ фокус свјетлости у простору који нема други референтни оквир осим сопствене радијације.
У писму из априла 1544. године, Аретино пише Микеланђелу, увјеравајући га да су му два његова потеза угљеном („due segni di carbone”) на комаду папира вриједнија од свих драгуља добијених на поклон од краљева.

## Микеланђелове биографије
Посљедица Микеланђелове славе за вријеме живота је да је његова каријера документована боље него што је случај с било којим другим умјетником савремеником. Микеланђело је био први умјетник чија је биографија објављена док је још био жив, у ствари објављене су двије ривалске биографије о његовом раду и животу. Прва је посљедње поглавље у књизи Животи славних сликара, вајара и архитеката, коју је написао сликар и архитекта Ђорђо Вазари. То је била једина биографија о живом умјетнику гдје су његова дјела експлицитно представљена као кулминација савршенства у умјетности, превазилазећи напоре свих оних коју су стварали прије њега. И поред оваквих похвала, Микеланђело није био сасвим задовољан и затражио је од свог помоћника Асканија Кондивија да напише другу, краћу биографију о њему (која је објављена 1553. године); највјероватније засновану на Микеланђеловим властитим коментарима о свом раду и животу, и у којој је приказан онако како би сам желио да буде упамћен. Након Микеланђелове смрти, Вазари је у другом издању своје књиге из 1568. године, оповргао неке ствари објављене у Кондивијевој биографији. И иако су историчари умјетности наклоњенији ауторитету Кондивија, Вазаријево живописно писање, важност његове књиге уопште, често штампање на различитим језицима, учинили су да постане најчешћи извор за популарне идеје о животу и раду Микеланђела, али и других умјетника ренесансе.
Микеланђелова слава је такође допринијела да се сачува небројен број докумената, укључујући његове скице, писма и сонете, опет више него је случај с било којим другим савремеником. Поред велике користи од свега тога, у контроверзним питањима једино је позната Микеланђелова верзија ствари.

## Наслијеђе и утицај
Микеланђелово наслијеђе је заувијек припало оној малој групи најистакнутијих стваралаца који су били способни да изразе, слично као Шекспир и Бетовен, трагично искуство човјека универзалном ширином и обухватношћу.
И поред велике славе његових дјела, Микеланђелов утицај на каснију умјетност је релативно ограничен. Ово се не објашњива тиме што су каснији умјетници оклијевали да имитирају једно тако велико умјетничко умијеће, пошто је, рецимо, дјело Рафаела исто сматрано великим, али је имитирано далеко више. Више је вјероватно да је ова одређена силина израза која се веже за Микеланђела, скоро космичке величине, била обесхрабрујућа за многе. Ограничен утицај његовог дјела укључује неколико случајева скоро тоталне зависности, гдје је најталентованији умјетник који је тако стварао био Данијеле да Волтера. Ипак, Микеланђело је постао узор у одређеним аспектима свога стваралаштва. Међу умјетницима 17. вијека, сматран је врхунским учитељем за коректан цртеж анатомије, мада мање прихватан у другим аспектима своје умјетности. Маниристи су искористили сабијеност простора виђену у неколико Микеланђелових дјела (види горе Света Породица), као и спирални покрет његове статуе Побједе, а вајар мајстор 19. вијека, Огист Роден ефекат недовршености мермерних блокова. Одређени мајстори барока 17. вијека се директно инспиришу у Микеланђеловом дјелу, али на начин којим се искључује сваку дословну сличност. Поред вајара Ђана Лоренца Бернинија, сликар Питер Паул Рубенс је најбоље показао употребу Микеланђеловог стваралаштва за каснијег великог умјетника.